# 오와니정
오와니정(일본어: 大鰐町 오와니마치[*])은 일본 아오모리현 쓰가루 지방의 남단에 있는 미나미쓰가루군의 정이다.

## 지리
산간을 흐르는 히라카와강을 따라서 정이 펼쳐져 있다. 풍부한 자연과 녹지가 있으며, 스키와 온천으로 유명하다.

### 인접한 자치체
- 아오모리현
  - 히로사키시, 히라카와시

- 아키타현
  - 오다테시

## 역사
- 1923년 4월 1일 - 정으로 승격하였다.
- 1954년 7월 1일 - 오와니정, 구라다테정이 합병해 오와니정이 되었다.
- 1964년 9월 30일 - 히로사키시 이시카와 지구의 일부를 편입하였다.

## 교통

### 철도
- 동일본 여객철도 오우 본선
- 고난 철도 오와니선

### 도로
- 도호쿠 자동차도
- 국도 7호선

## 인구
| 연도 | 인구   | ±%     |
| ---- | ------ | ------ |
| 1960 | 18,777 | —      |
| 1970 | 16,724 | −10.9% |
| 1980 | 16,312 | −2.5%  |
| 1990 | 14,751 | −9.6%  |
| 2000 | 12,881 | −12.7% |
| 2010 | 10,978 | −14.8% |